# Von der Tann (canonnière)
Le Von der Tann était une canonnière à vapeur de 120 tonnes, construite en 1849 aux chantiers navals Conradi à Kiel pour la petite marine commune des deux duchés de Schleswig et de Holstein. Elle a été la première canonnière à hélice au monde.

## Historique
Pendant la première guerre de Schleswig (1848-1850) entre le Danemark et les deux duchés, la marine du Schleswig-Holstein comprenait trois navires à roues à aubes avec gréement à voile, une goélette et 12 canonnières. Leur tâche était de protéger la côte contre les raids danois.

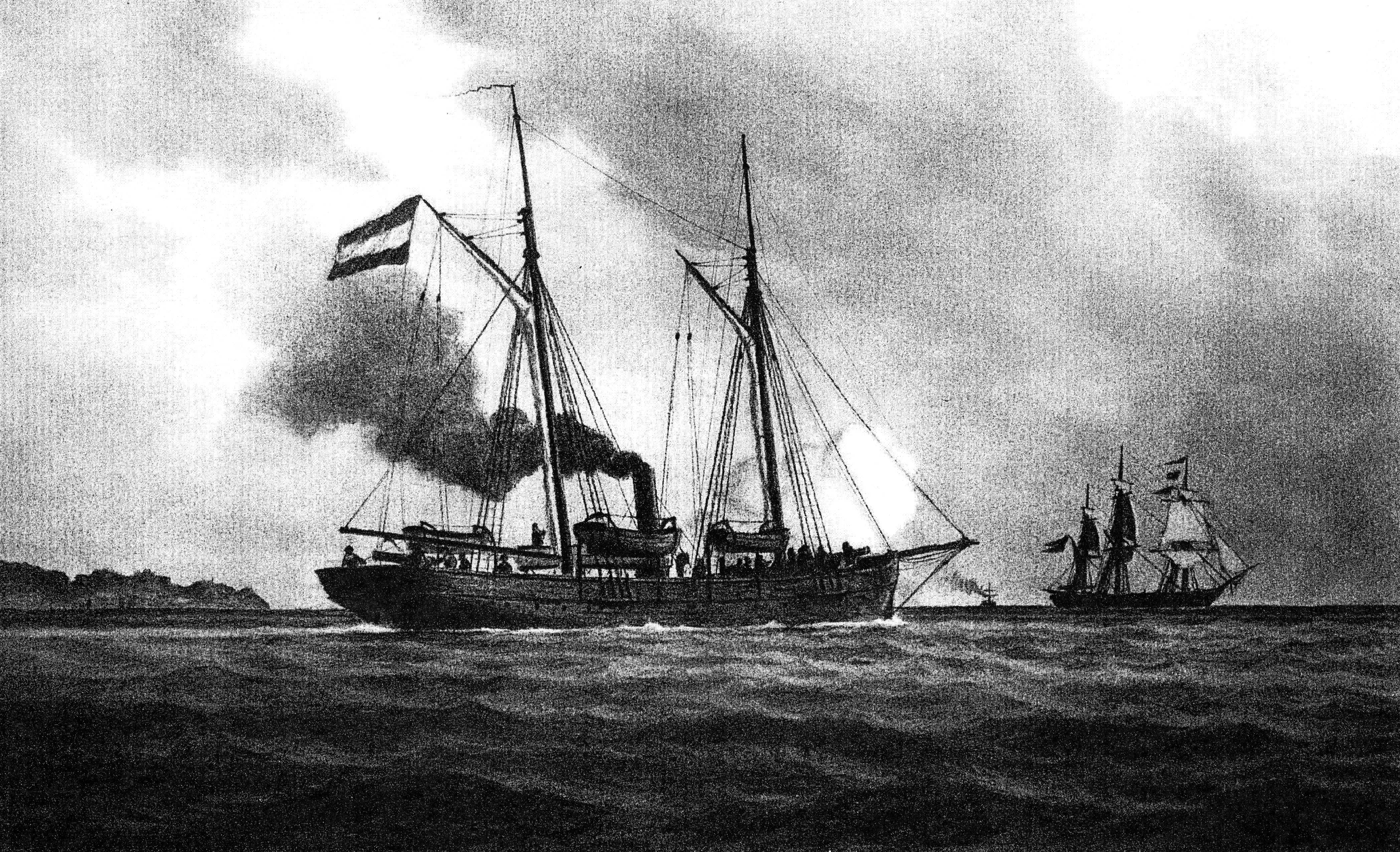
Le Von der Tannen 1849. Peinture de Lüder Arenhold, 1891

Initialement appelé Canonnière n°1, le Von der Tann était le plus moderne de ces navires. Sa machine à vapeur, construite par August Howaldt à l’usine Schweffel und Howaldt de Kiel, lui donnait une puissance de 36 chevaux (27 kW) et une vitesse de pointe (à la vapeur) de six nœuds. Il portait le gréement d’un trois-mâts goélette, avec une cheminée très haute derrière le mât principal. Son armement comprenait deux canons de 64 livres montés sur des affûts pivotants à l’avant et à l’arrière, ainsi que quatre obusiers de trois livres.

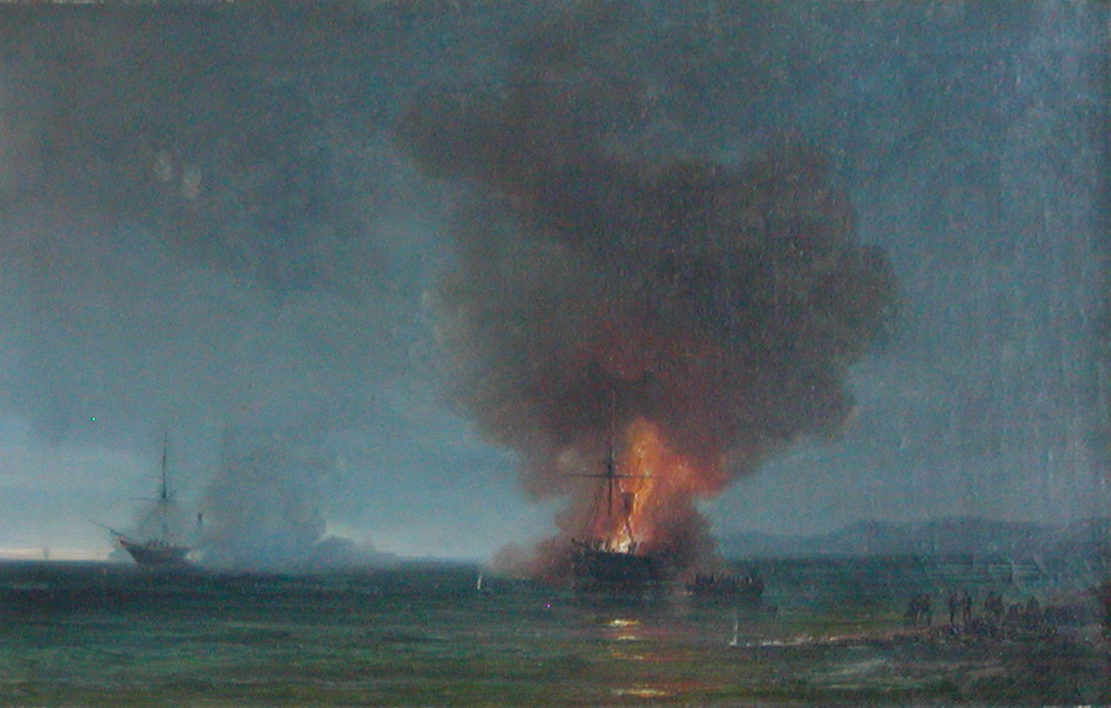
Vilhelm Melbye : le Von der Tann s’échoue à Neustadt (l’Hekla est vu en arrière-plan).

Dans la nuit du 20 au 21 juillet 1850, le Von der Tann avait capturé un cargo danois dans la baie de Lübeck, mais il n’était pas autorisé à entrer dans le port neutre de Travemünde, qui appartenait à la ville libre et hanséatique de Lübeck. Lorsque le Von der Tann tenta d’entrer dans le port de Neustadt in Holstein dans le Holstein, il fut engagé par les forces navales danoises, les navires Heckla et Valkyren. Au cours de la bataille qui s’ensuivit, le Von der Tann s’échoua accidentellement juste à l’extérieur du port de Neustadt. Le navire a été abandonné et incendié par son équipage, mais il a ensuite été réparé et remis en service. En 1853, après la fin de la Première Guerre du Schleswig, le Von der Tann est repris par la marine royale danoise et rebaptisé Støren. Il a été désarmé et ferraillé en 1862. Le moteur a été réutilisé dans la canonnière Hauch.

## Postérité
Une maquette et quelques morceaux de l’épave sont exposés au Ostholstein-Museum Eutin à Neustadt.
Un navire ultérieur du même nom était le croiseur de bataille impérial allemand SMS Von der Tann. Tous deux ont été nommés d’après le général bavarois Ludwig von der Tann-Rathsamhausen qui, alors qu’il était jeune officier, avait organisé et commandé la milice du Schleswig.